# Keo lá bạc
Keo lá bạc hay còn gọi keo lá sim (danh pháp khoa học: Acacia holosericea) là một loài thực vật có hoa trong họ Đậu. Loài này được G.Don miêu tả khoa học đầu tiên.
Cây thuộc nhóm cây bụi lớn hoặc gõ nhỏ, vỏ thân rạn nứt dọc. Lá keo hình trái xoan dài hoặc mũi mác, phiến lá dài 10–25 cm, rộng 1,5–10 cm, có từ 3-4 gân, bề mặt phiến lá được phủ lớp lông mịn màu trắng bạc. Hoa tự chùm, màu vàng hoặc vàng nhạt. Quả dạng quả đậu xoắn và cuộn tròn, dài 3–5 cm. Hạt cây có chứa nhiều protein và có thể được sử dụng làm thức ăn của cư dân một số nơi, tuy nhiên không nên ăn nhiều.

## Hình ảnh

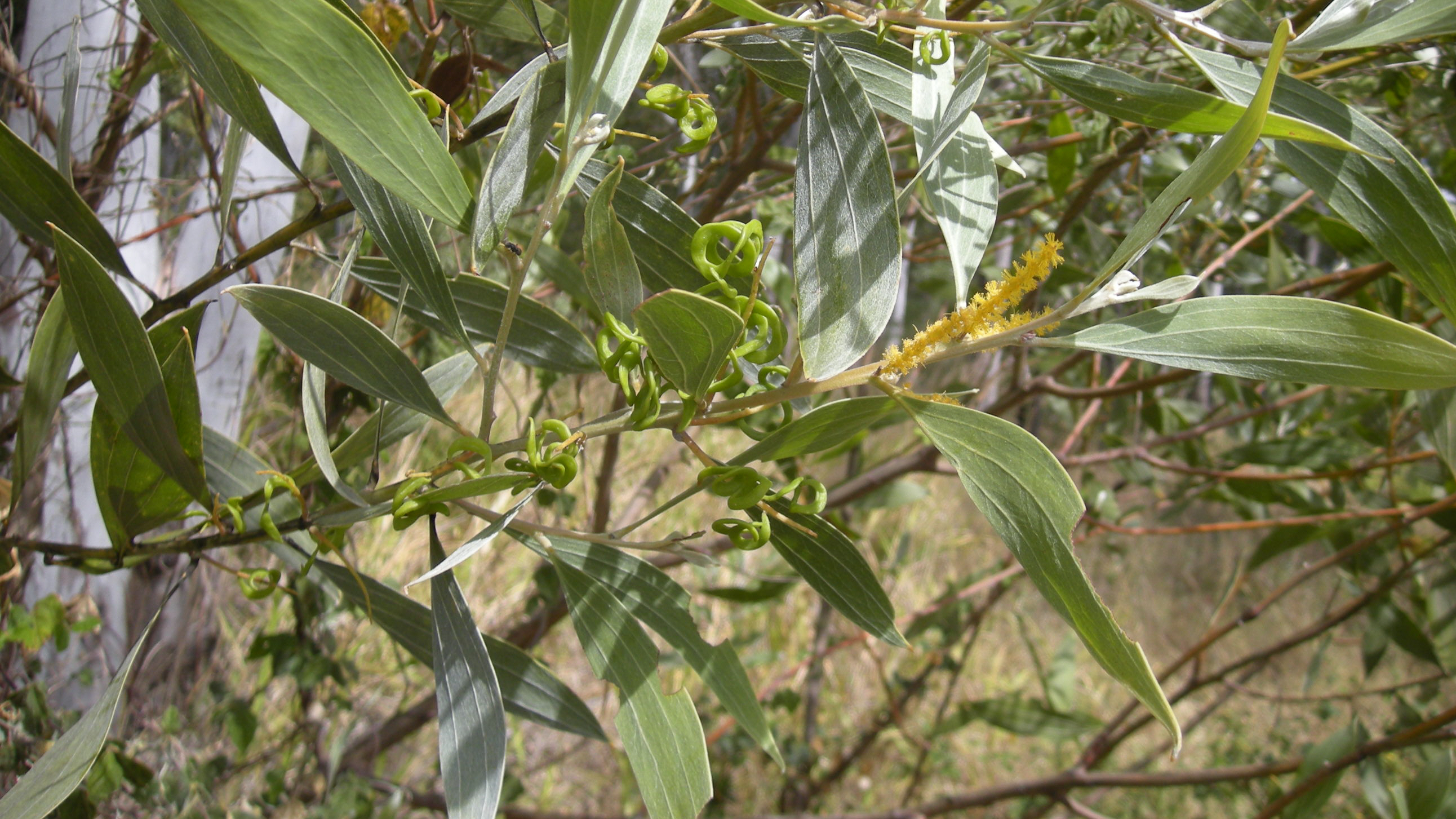
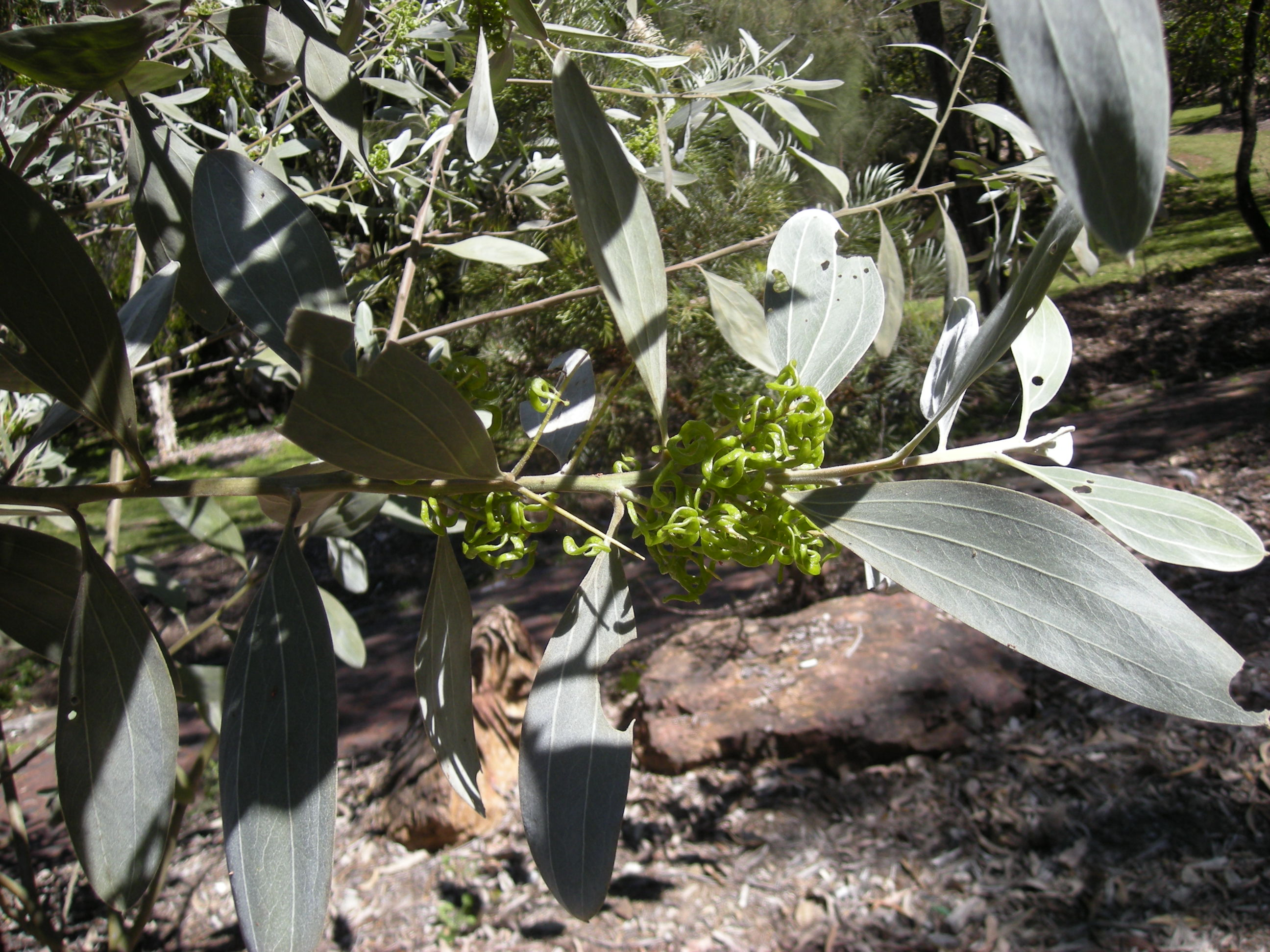